# 柳亭小痴楽
柳亭 小痴楽（りゅうてい こちらく）は、落語家の名跡。当代は3代目。
- 初代柳亭小痴楽 - 後∶二代目春風亭梅橋
- 二代目柳亭小痴楽 - 後∶五代目柳亭痴楽
- 三代目柳亭小痴楽 - 本項にて詳述

三代目 柳亭 小痴楽（りゅうてい こちらく、1988年12月13日 - ）は、落語芸術協会所属の落語家。五代目柳亭痴楽の次男。出囃子は将門、身長162センチメートル (cm)、本名は澤邊 勇仁郎。

## 来歴
1988年（昭和63年）に5代目柳亭痴楽の次男として東京都渋谷区に生まれる。渋谷区立猿楽小学校から私立明星学園小学校、明星学園中学校卒業、明星学園高校中退。
2005年（平成17年）、16歳の時に入門を申し出た途端に父が病に倒れたため、2代目桂平治（後の11代目桂文治）に前座修行に預けられ、桂ち太郎で初高座。
2008年（平成20年）、寝坊癖を理由に破門され、父の門下に移り 柳亭ち太郎と改める。現在も文治との関係は良好で、二人会も開いている。
2009年（平成21年）、父・痴楽の没直後の二ツ目昇進を期に3代目小痴楽を襲名し、同時に父の弟弟子・柳亭楽輔の門下となった。このとき楽輔は、3代目小痴楽に将来6代目痴楽を継がせる意向を自身のブログで表明している。
2011年（平成23年）、第22回北とぴあ若手落語家競演会奨励賞を受賞。
2015年（平成27年）10月、平成27年度NHK新人落語大賞 決勝進出。
2017年（平成29年）7月からNHK教育TVの『落語ディーパー! 〜東出・一之輔の噺のはなし〜』に出演。
2018年（平成30年）9月に結婚。
2018年12月28日に所属する落語芸術協会の理事会で、2019年9月下席より小痴楽の真打昇進が発表された。芸協で単独の真打昇進は2004年の桂米福以来、15年ぶりとなる。同時に6代目柳亭痴楽襲名の意向を確認されたが受けなかった。
2019年9月、真打昇進。
2021年5月8-9日、緊急事態宣言下で寄席が休みとなり前座の修業の場がなくなり、小痴楽が中心になって「前座応援会」を急きょ企画する。落語芸術協会所属の前座が全員登場し、2日間で4公演を都下の会場から有料配信した。

## 人物

### 遅刻・寝坊に纏わるエピソード
- 上述にある様に遅刻や寝坊癖を理由に文治から破門された小痴楽だが、その後も遅刻や寝坊に纏わるエピソードが多く、桂米助からは「落語界の問題児」とまで言われ[9]、その後も「ヨネスケちゃんねる」に定期的に出演しても遅刻をする事がある。また、前座時代に桂歌丸のかばん持ちをしていた際に歌丸と柳家小三治との2人会でホテルに宿泊した際に歌丸から朝になったら小三治を起こす様に指示されたが、当日に寝坊してしまい逆に歌丸に起こされて「チー坊、小三治さんが待ってるよ」と言われ慌てて小三治の下に行き謝罪したが「柳亭で良かったな、柳家じゃなくて良かったな。」と釘を刺された事もあったという[9]。
- 「渋谷らくご」でも度々遅刻をして、二人会で共演者の入船亭扇辰に二席演じさせるなどの問題を起こしている[10]。
- 『笑点』で三遊亭円楽死去後の代役で出演した際の最初のお題が小痴楽の遅刻癖が元となった『ダメダメな遅刻の言い訳』だった[11]。
- ねづっちによると、2022年12月の新宿末廣亭で行われた神田伯山主任の興行でも遅刻をしてしまい、観客からも「寝坊で遅刻」というお題を出され、ねづっちは即興で小痴楽の遅刻を弄るなぞかけを答えると普段以上に盛り上がってしまった事があった[12][13]。

## 成金
昔昔亭A太郎、瀧川鯉八、桂伸三（現：桂伸衛門）、三遊亭小笑、春風亭昇々、笑福亭羽光、桂宮治、神田松之丞（現：六代目神田伯山）、春風亭柳若（現：春風亭柳雀）、春風亭昇也とともに、落語芸術協会の若手落語家・講談師によるユニット 成金（なりきん）を結成している。

## メディア

### ラジオ
- 「SHIBA-HAMAラジオ」（文化放送、2018年10月 - 2019年3月、木曜日担当）
- 小痴楽のシブラジ（NHKラジオ第一、2022年8月28日、11月3日）
- 小痴楽の楽屋ぞめき（NHKラジオ第一、2023年4月9日 - ）

### テレビ
- 笑点 特大号 ※不定期出演
- 演芸図鑑（NHK総合）
  - 立川志らくの演芸図鑑（2016年7月17日）- 「一目あがり」
  - 三遊亭円楽の演芸図鑑（2017年9月24日）- 「間抜け泥」
  - 林家正蔵の演芸図鑑（2019年10月6日）- 「強情灸」
  - 林家正蔵の演芸図鑑（2020年11月1日）- 「芋俵」
  - 林家正蔵の演芸図鑑（2023年2月5日）- 「両泥」
  - 立川志らくの演芸図鑑（2023年12月10日）- 「写真の仇討ち」
  - 林家正蔵の演芸図鑑（2025年2月2日）- 「転失気」
- クローズアップ現代+ “平成落語ブーム”とかけて 若者と解く その心は!?(NHK総合、2016年10月19日）- スタジオゲスト
- 落語ディーパー! 〜東出・一之輔の噺のはなし〜（NHK教育、2017年7月31日- 2020年3月16日、不定期）
- 趣味どきっ!自分流に はじめよう! 日々、キモノ暮らし (7)「男の粋な着物」 (NHKEテレ、2022年1月17日）
- よる8銀座シネマ（BS松竹東急、2022年3月26日 - 2023年4月2日） - 映画案内人
- ウラ飯や!（テレビ朝日、2022年4月9日）
- 御法度落語 おなじはなし寄席!（BS朝日、2022年6月5日）- 「桃太郎」
- フリースタイルティーチャー season13（テレビ朝日、2022年）
- ワールドビジネスサテライト（テレビ東京、2023年1月6日） - スタジオゲスト
- 笑点（日本テレビ、2023年1月15日） - 日替わり枠
- ヴィランの言い分（NHKEテレ）
  - クセ（2023年4月22日）
  - 紫外線（2023年8月12日）

#### テレビドラマ
- BS新春時代劇「大岡越前スペシャル～初春に散る影法師～（NHKBSプレミアム、2021年1月1日）- 与ノ介　役
- 三千円の使いかた（東海テレビ、2023年1月7日 - 2月25日） - ナレーション
- さよならマエストロ〜父と私のアパッシオナート〜 第5話（2024年2月11日） - 本人役[17]

### 映画
- 『99.9-刑事専門弁護士-THE MOVIE』（2021年、松竹） - 東野奏太 役

### 書籍
- 『まくらばな』（ぴあ、2019年11月）ISBN 9784835639307

### 寄稿
- 初小説『粗忽一家』（小説現代、2024年3月号）[18]
- エッセイ「その男、ヤングマン」（全国地方紙web、2020年9月～2024年9月）

### インターネット配信
- 突撃!隣のヨネスケちゃんねる （ヨネスケのYouTubeチャンネル）※アシスタントとして不定期出演

### 舞台
- 舞台 幕末太陽傳 外伝（2019年、三越劇場）- 語り部　※春風亭昇々とのダブルキャスト
- マーダーミステリーシアター「殺意の代償」（2025年、品川プリンスホテル クラブeX）[19]

### CM
- 全国銀行協会「あなたの返信が、犯罪を防ぐ。」（2024年） - 返信亭安心の助 [20]

## 弟子

### 前座
- 柳亭いっち